# ФК Белшина Бабрујск
Белшина Бабрујск (блр. Футбольны клуб Белшына Бабруйск) је белоруски фудбалски клуб из Бабрујска, који се такмичи у Премијер лиги Белорусије.

## Историја
ФК Белшина Бабрујск је основан 1977. под именом Шињик Бабрујск. Године 1995. добио је име спонзора, произвођача гума Белшина (блр. Белшына).
Два пута, 1978. и 1982, клуб је био првак Белоруске лиге у оквиру Совјетског Савеза. После стицања независности, Белорусије, био је прве две сезоне и Првој лиги, а 1993, пласирао се у Премијер лигу. Између 1996. и 1998 Белшина био је други и два пута трећи, што му је највећи успех у првенству до тада. Године 1997, тим је освојио своју прву титулу победом у белоруском фиинале Купа са 2:0 против Динама Минск-93. Освајање купа омогучило му је први пласман у неко велико европско такмичење Куп победника купова.

## Успеси клуба
- Првенство Белоруске ССР (2)

1978, 1987
- Премијер лига Белорусије (1)

2001
- Куп Белорусије (3)

1997, 1999, 2001

## ФК Белшина Бабрујск у лигашким и куп такмичењима Белорусије
| Сезона  | Лига     | Пласман | Играо | Добио | Нерешио | Изгубио | Гол-разлика | Бодови | Куп Белорусије | Белешка   |
| ------- | -------- | ------- | ----- | ----- | ------- | ------- | ----------- | ------ | -------------- | --------- |
| 1992    | Прва     | 2       | 161   | 11    | 2       | 3       | 24:9        | 24     | 32 клуба       |           |
| 1992/93 | Прва     | 1       | 30    | 21    | 8       | 1       | 69:19       | 50     | 32 клуба       | Промоција |
| 1993/94 | Премијер | 7       | 30    | 15    | 1       | 14      | 41:41       | 31     | четвртфинале   |           |
| 1994/95 | Премијер | 13      | 30    | 7     | 9       | 14      | 31:50       | 23     | Полуфинале     |           |
| 1995    | Премијер | 15      | 15    | 4     | 3       | 8       | 17:29       | 15     | 32 клуба       |           |
| 1995    | Премијер |         | 2     | 1     | 0       | 1       | 3:2         | 3      | 32 клуба       | плеј оф2  |
| 1996    | Премијер | 3       | 30    | 20    | 3       | 7       | 67:32       | 63     | 32 клуба       |           |
| 1997    | Премијер | 2       | 30    | 21    | 3       | 6       | 67:30       | 66     | Победник       |           |
| 1998    | Премијер | 3       | 28    | 17    | 6       | 5       | 47:17       | 57     | 16 клубова     |           |
| 1999    | Премијер | 8       | 30    | 13    | 6       | 11      | 52:42       | 45     | Победник       |           |
| 2000    | Премијер | 9       | 30    | 11    | 5       | 14      | 42:38       | 38     | полуфинале     |           |
| 2001    | Премијер | 1       | 26    | 17    | 4       | 5       | 43:20       | 55     | Победник       |           |
| 2002    | Премијер | 8       | 26    | 12    | 4       | 10      | 44:38       | 373    | 16 клубова     |           |
| 2003    | Премијер | 10      | 30    | 8     | 8       | 14      | 44:50       | 32     | полуфинале     |           |
| 2004    | Премијер | 16      | 30    | 2     | 6       | 22      | 21:62       | 12     | 16 клубова     | испао     |
| 2005    | Прва     | 1       | 30    | 23    | 4       | 3       | 61:19       | 73     | четвртфинале   | Промоција |
| 2006    | Премијер | 14      | 26    | 1     | 6       | 19      | 16:46       | 9      | 64 клуба       | испао     |
| 2007    | Прва     | 4       | 26    | 15    | 7       | 4       | 46:26       | 494    | 32 клуба       |           |
| 2008    | Прва     | 3       | 26    | 15    | 4       | 7       | 34:21       | 49     | 32 клуба       |           |
| 2009    | Прва     | 1       | 26    | 20    | 4       | 2       | 55:15       | 64     | 16 клубова     | Промоција |
| 2010    | Премијер | 6       | 33    | 12    | 9       | 12      | 31:42       | 45     | 16 клубова     |           |

- 1 Укључујући и плеј оф против Динамо Минск-2 за 1. место јер су оба клуба завршила са једнаким бројем бодова.
- 2 Плеј оф 1996 за опстанак у Премијер лиги против [[другопласираног из Прве лигеи Комуналник Пинск.
- 3, 4 одузимање 3 бода.

## Белшина Бабрујск на вечној табели Премијер лиге Белорусије
Стање после сезоне 2009.
| Плас. | Клуб             | Бр. сезона | Деби    | Пос. испад. | Играо | Победа | Нерешено | Пораз | Гол раз. | Бодови | Најбољи резултат |
| ----- | ---------------- | ---------- | ------- | ----------- | ----- | ------ | -------- | ----- | -------- | ------ | ---------------- |
| 10    | Белшина Бабрујск | 13         | 1993/94 | 2006        | 362   | 148    | 65       | 149   | 532:495  | 509    | 1 (2001)         |

## ФК Белшина Бабрујск у европским такмичењима
Стање 30. јун 2010
| Сезона  | Такмичење            | Коло       | Резултат | Држава        | Екипа                | Дом. | Гост | УЕФА коеф. |
| ------- | -------------------- | ---------- | -------- | ------------- | -------------------- | ---- | ---- | ---------- |
| 1997/98 | Куп победника купова | кв.        | 5:2      | Естонија      | Талина Садам         | 4:1  | 1:1  | 3.0        |
|         |                      | 1 коло     | 1:5      | Русија        | ФК Локомотива Москва | 1:2  | 0:3  | 3.0        |
| 1998/99 | УЕФА куп             | 1 кв       | 1:3      | Бугарска      | ФК ЦСКА Софија       | 0:0  | 1:3  | 0,5        |
| 1999/00 | УЕФА куп             | кв.        | 1:8      | Кипар         | Омонија Никозија     | 0:3  | 1:5  | 0,0        |
| 2001/02 | УЕФА куп             | кв         | 1:3      | Словачка      | Руземберок           | 1:3  | 0:0  | 0,5        |
| 2002/03 | УЕФА Лига шампиона   | 1 коло кв. | 3:2      | Северна Ирска | Портдаун             | 0:0  | 3:2  | 1,5        |
|         |                      | 2 кв       | 0:5      | Израел        | Макаби Хаифа         | 0:4  | 0:1  | 1,5        |

Укопни УЕФА коефицијент клуба је : 5,5